# Liste des conseillers municipaux de Marseille (1983-1989)
Cet article regroupe les 101 conseillers municipaux de Marseille pour 1983-1989.
La répartition des conseillers municipaux de Marseille est définie d'après la loi dite PLM :
| Secteur et arrondissement | Ier (1er, 4e, 13e et 14e) | IIe (2e, 3e et 7e) | IIIe (5e, 10e, 11e et 12e) | IVe (6e et 8e) | Ve (9e) | VIe (15e et 16e) | Total |
| ------------------------- | ------------------------- | ------------------ | -------------------------- | -------------- | ------- | ---------------- | ----- |
| Conseillers municipaux    | 29                        | 13                 | 25                         | 14             | 8       | 12               | 101   |
| Conseillers de secteur    | 40                        | 26                 | 40                         | 28             | 16      | 24               | 174   |

## Liste des conseillers municipaux
| Nom                          |  | Groupe | Secteur |
| ---------------------------- |  | ------ | ------- |
| Marius Masse                 |  | PS     | Ier     |
| Marcel Tassy                 |  | PCF    | Ier     |
| Lucien Weygand               |  | PS     | Ier     |
| Pierre Rastoin               |  | G.A.M. | Ier     |
| Danielle Carbuccia           |  | PCF    | Ier     |
| Michel Dary                  |  | PS     | Ier     |
| Bastien Leccia               |  | PS     | Ier     |
| Marcel Carbasse              |  | PCF    | Ier     |
| Fortuné Sportiello           |  | PS     | Ier     |
| Jacqueline de l'Escale       |  | PS     | Ier     |
| Alain Decamps                |  | PS     | Ier     |
| Pierrette Louiset            |  | G.A.M. | Ier     |
| Antoinette Guillen           |  | PS     | Ier     |
| Jean-Philippe Vignoli        |  | PS     | Ier     |
| Bernard Pigamo               |  | PS     | Ier     |
| Jules Sebastianelli          |  | PS     | Ier     |
| Jeanne Mazel                 |  | PS     | Ier     |
| Jules Rocca-Serra            |  | PS     | Ier     |
| Hélène Navas                 |  | PCF    | Ier     |
| Charles Tramoni              |  | PS     | Ier     |
| Mireille de Laval            |  | G.A.M. | Ier     |
| Albert Hini                  |  | PS     | Ier     |
| Hyacinthe Santoni            |  | RPR    | Ier     |
| Roland Blum                  |  | UDF    | Ier     |
| Pierre Payan                 |  | RPR    | Ier     |
| Jean-Louis Vidal             |  | UDF    | Ier     |
| Jean Rognoni                 |  | RPR    | Ier     |
| Bernard Manovelli            |  | NI     | Ier     |
| Armand Gallo                 |  | RPR    | Ier     |
| Gaston Defferre              |  | PS     | IIe     |
| Philippe Sanmarco            |  | PS     | IIe     |
| Jean Dufour                  |  | PCF    | IIe     |
| Jean-Jacques Leonetti        |  | PS     | IIe     |
| Antoine Giacometti           |  | PCF    | IIe     |
| Robert-Paul Vigouroux        |  | PS     | IIe     |
| Louis-Georges Glandier       |  | G.A.M. | IIe     |
| Jean-Noël Guérini            |  | PS     | IIe     |
| Michèle Tregan               |  | PS     | IIe     |
| Marcel Paoli                 |  | PS     | IIe     |
| Jacqueline Grand             |  | RPR    | IIe     |
| Jean Roatta                  |  | UDF    | IIe     |
| Éric Turcon                  |  | RPR    | IIe     |
| Michel Pezet                 |  | PS     | IIIe    |
| Georges Lazzarino            |  | PCF    | IIIe    |
| Irma Rapuzzi                 |  | PS     | IIIe    |
| Jean Bonat                   |  | PS     | IIIe    |
| Marcel Benassi               |  | PCF    | IIIe    |
| Jacques Rocca Serra          |  | G.A.M. | IIIe    |
| Michel Coullomb              |  | PS     | IIIe    |
| Simone Brigando              |  | PCF    | IIIe    |
| Robert Mizrahi               |  | G.A.M. | IIIe    |
| Éliane Perasso               |  | PS     | IIIe    |
| Jean-Jacques Peschard        |  | PS     | IIIe    |
| Michel Pepratx               |  | PS     | IIIe    |
| Guy Massias                  |  | PS     | IIIe    |
| Brigitte Berland             |  | PCF    | IIIe    |
| Elyane Kazandjian            |  | PS     | IIIe    |
| Maurice Pruneta              |  | PS     | IIIe    |
| Suzanne Martin               |  | PS     | IIIe    |
| Janine Écochard              |  | PS     | IIIe    |
| Michel Carotenuto            |  | PS     | IIIe    |
| Jean Chelini                 |  | UDF    | IIIe    |
| Raymond Gola                 |  | RPR    | IIIe    |
| Marie-Louise Touhtarian-Lota |  | UDF    | IIIe    |
| Gisèle Debise                |  | RPR    | IIIe    |
| Claude Pellat                |  | UDF    | IIIe    |
| Gilbert Gasperi              |  | NI     | IIIe    |
| Jean-Claude Gaudin           |  | UDF    | IVe     |
| André Mattei                 |  | RPR    | IVe     |
| Monique Daher-Engelhard      |  | UDF    | IVe     |
| Olivier Oudot                |  | RPR    | IVe     |
| Eugène Agostini              |  | UDF    | IVe     |
| Claude Vallette              |  | RPR    | IVe     |
| Dominique Tian               |  | UDF    | IVe     |
| Robert Condrieux             |  | RPR    | IVe     |
| Jean Roussel                 |  | UDF    | IVe     |
| Jacques Lalain               |  | RPR    | IVe     |
| Robert Assante               |  | UDF    | IVe     |
| Claudine Casanova            |  | RPR    | IVe     |
| Jean-Victor Cordonnier       |  | PS     | IVe     |
| Jean-Claude Gautier          |  | G.A.M. | IVe     |
| Guy Teissier                 |  | UDF    | Ve      |
| André Poudevigne             |  | RPR    | Ve      |
| Dominique Vlasto             |  | UDF    | Ve      |
| Jacques Sentis               |  | RPR    | Ve      |
| Jean-Marie Chabert           |  | UDF    | Ve      |
| José Yborra                  |  | RPR    | Ve      |
| Georges Grolleau             |  | UDF    | Ve      |
| Yvette Fuillet               |  | PS     | Ve      |
| Guy Hermier                  |  | PCF    | VIe     |
| Pascal Posado                |  | PCF    | VIe     |
| Michel Martin                |  | PS     | VIe     |
| Simone Ruzé                  |  | PCF    | VIe     |
| René Istria                  |  | PCF    | VIe     |
| Marc Poggiale                |  | PCF    | VIe     |
| Alexandre Bizaillon          |  | G.A.M. | VIe     |
| Lucien Vassal                |  | PCF    | VIe     |
| Danielle Di Scala            |  | PS     | VIe     |
| Marie-Thérèse Broc           |  | PS     | VIe     |
| Charles Prunet               |  | RPR    | VIe     |
| Jean-François Mattei         |  | UDF    | VIe     |